# Zugliano (Pozzuolo del Friuli)
Zugliano is een plaats (frazione) in de Italiaanse gemeente Pozzuolo del Friuli.